# Die Erscheinung des O’Donoghue
Die Erscheinung des O’Donoghue ist ein Märchen. Es ist in den Irischen Elfenmärchen der Brüder Grimm an Stelle 27 enthalten, die sie 1825 aus Fairy legends and traditions of the South of Ireland von Thomas Crofton Croker übersetzten.

## Inhalt
Im Land um den See Lean herrschte einst der weise Kriegsheld und Fürst O’Donoghue. Er machte die Untertanen glücklich und sperrte einmal den eigenen Sohn für Fehlverhalten auf eine Felseninsel. Auf einem seiner Feste zum Maifeiertag sprach er prophetisch über die Familien seiner Zuhörer und schritt über das Wasser fort. Manchen erschien er später an Maifeiertagen bei Sonnenaufgang als Omen guter Ernte. Zuletzt ritt er in strahlender Rüstung mit tanzendem Gefolge hinter einer Woge zu himmlischer Musik über den See.

## Anmerkung
Nach Grimm war die Sage in Killarney sehr populär und wird literarisch rezipiert. Sie vergleichen den Grafen von Kildare, der in einer Augustnacht in der Ebene seine Soldaten mustert, sowie deutsche Sagen vom Rodensteiner.